# American Eagle (шхуна)
American Eagle (с англ. — «Американский орел») — двухмачтовая шхуна 1930 года постройки, длиной 92 фута.
В 1992 году шхуна признана Национальным историческим памятником США.
Одна из последних шхун такого типа построенных в городе Глостер штата Массачусетс.
Изначально называлась «Эндрю энд Розали» (англ. Andrew and Rosalie).
С 1942 по 1983 годы шхуна использовалась для рыболовства.
В настоящее время собственником и капитаном шхуны является Джон Фосс (англ. John Foss), который переделал её для использования в качестве круизного судна. Порт приписки — город Глостер штата Массачусетс, США.